# Henry Willoughby (5e baron Middleton)
Henry Willoughby, 5e baron Middleton (19 décembre 1726 - 14 juin 1800), est un noble anglais, le fils de Thomas Willoughby (député) (en).

## Biographie
Il est né à York en 1726 et entre au Jesus College de Cambridge en 1745. Il succède à son père en 1742 et hérite de Birdsall House. En 1757, il est haut-shérif du Yorkshire. Il succède à son cousin Thomas Willoughby (4e baron Middleton) à la baronnie et aux domaines de Middleton (Wollaton Park (en) et Middleton Hall (en), Warwickshire) en 1781.
Il épouse Dorothy Cartwright en 1756 et vit au siège de la famille à Wollaton Park, dans le Nottinghamshire. Ils ont trois enfants:
- Henry Willoughby (6e baron Middleton) (1761-1835)
- Dorothy Willoughby (décédée le 13 avril 1824, mariée le 24 novembre 1784 à Richard Langley de l'abbaye de Wykeham)
- Henrietta Willoughby (décédée en mars 1846), épouse Richard Lumley-Saunderson (6e comte de Scarbrough)

Son mémorial se trouve à l'église Saint-Léonard, à Wollaton.